# Фридрих (Пфалц-Цвайбрюкен-Велденц)
Вижте пояснителната страница за други личности с името Фридрих.
Фридрих фон Пфалц-Цвайбрюкен (на немски: Friedrich von Pfalz-Zweibrücken; * 5 април 1616 в Цвайбрюкен; † 9 юли 1661, Нофелден) е пфалцграф и херцог на Пфалц-Цвайбрюкен от 1635 до 1661 г. Той произлиза от род Вителсбахи от младата линия Цвайбрюкен, която се прекратява със смъртта му.

## Живот
Фридрих е най-възрастният син на херцог и пфалцграф Йохан II фон Цвайбрюкен (1584 – 1635) и втората му съпруга Луиза Юлиана фон Пфалц (1594 – 1640), дъщеря на курфюрст Фридрих IV фон Пфалц.
През 1635 г. той губи в битка по време на Тридесетгодишната война. Херцогството му е унищожено и той с двора си трябва да избяга в Мец, където баща му умира през 1635 г. През 1640 г. Фридрих се връща обратно. Той умира през 1661 г. на 45 години в замък Нофелден и е погребан в църквата Св. Александър в Цвайбрюкен. Наследен е от неговия братовчед Фридрих Лудвиг от линията Ландсберг.

## Фамилия
Фридрих се жени на 6 април 1640 г. в Мец за Анна Юлиана фон Насау-Саарбрюкен (1617 – 1667), дъщеря на граф Вилхелм Лудвиг фон Насау-Саарбрюкен, с която има десет деца:
- Вилхелм Лудвиг (1641 – 1642)
- Елизабет (1642 – 1677)

∞ 1667 княз Виктор I Амадей фон Анхалт-Бернбург (1634 – 1718)
- Христина Луиза Юлиана (1643 – 1652)
- Фридрих Лудвиг (1644 – 1645)
- София Амалия (1646 – 1695)

∞ 1. 1678 граф Зигфрид фон Хоенлое-Вайкерсхайм (1619 – 1684)
∞ 2. 1685 пфалцграф Йохан Карл фон Гелнхаузен (1638 – 1704)
- Елеонора Аугуста (1648 – 1658)
- Карл Густав (1649 – 1650)
- Катарина Шарлота (1651 – 1652)
- Шарлота Фридерика (1653 – 1712)

∞ 1672 пфалцграф и наследствен принц Вилхелм Лудвиг фон Цвайбрюкен-Ландсберг (1648 – 1675)
- син (1656 – 1656)